# Museum Jan
Museum Jan (tot januari 2020 Museum Jan van der Togt) is een museum voor moderne (beeldende) kunst in de Noord-Hollandse plaats Amstelveen.
Het museum is in 1991 opgericht door Jan van der Togt (1905-1995), industrieel (oprichter van het bedrijf Tomado) en verzamelaar van glas en eigentijdse kunst.
Van der Togt wenste dat zijn verzameling bijeen kon blijven en richtte hiervoor een stichting op met de bedoeling een openbaar museum op te richten. Een van de mensen die hij betrok bij de oprichting en de bouw van het museum was de kunstenaar Jan Verschoor. Het modern ingerichte museum is opgeleverd en geopend in 1991 en staat in het oude dorpscentrum van Amstelveen. 

## Collectie
De vaste collectie bestaat uit schilderijen, beelden en een belangrijke collectie moderne glaskunst. Hiertoe behoren topstukken van avant-gardistische Tsjechische glaskunstenaars, zoals Václav Cigler, Stanislav Libenský en Aleš Vašícek. Naast het tentoonstellen van delen van de vaste collectie organiseert het museum meerdere eenmanstentoonstellingen per jaar. Dit zijn vaak gevestigde namen zoals Eugène Brands, Karel Appel, Corneille, Ans Wortel, Anton Heyboer, Hugo Claus, Ans Markus, Herman Brood en Kamagurka, maar ook aankomende talenten worden uitgenodigd.

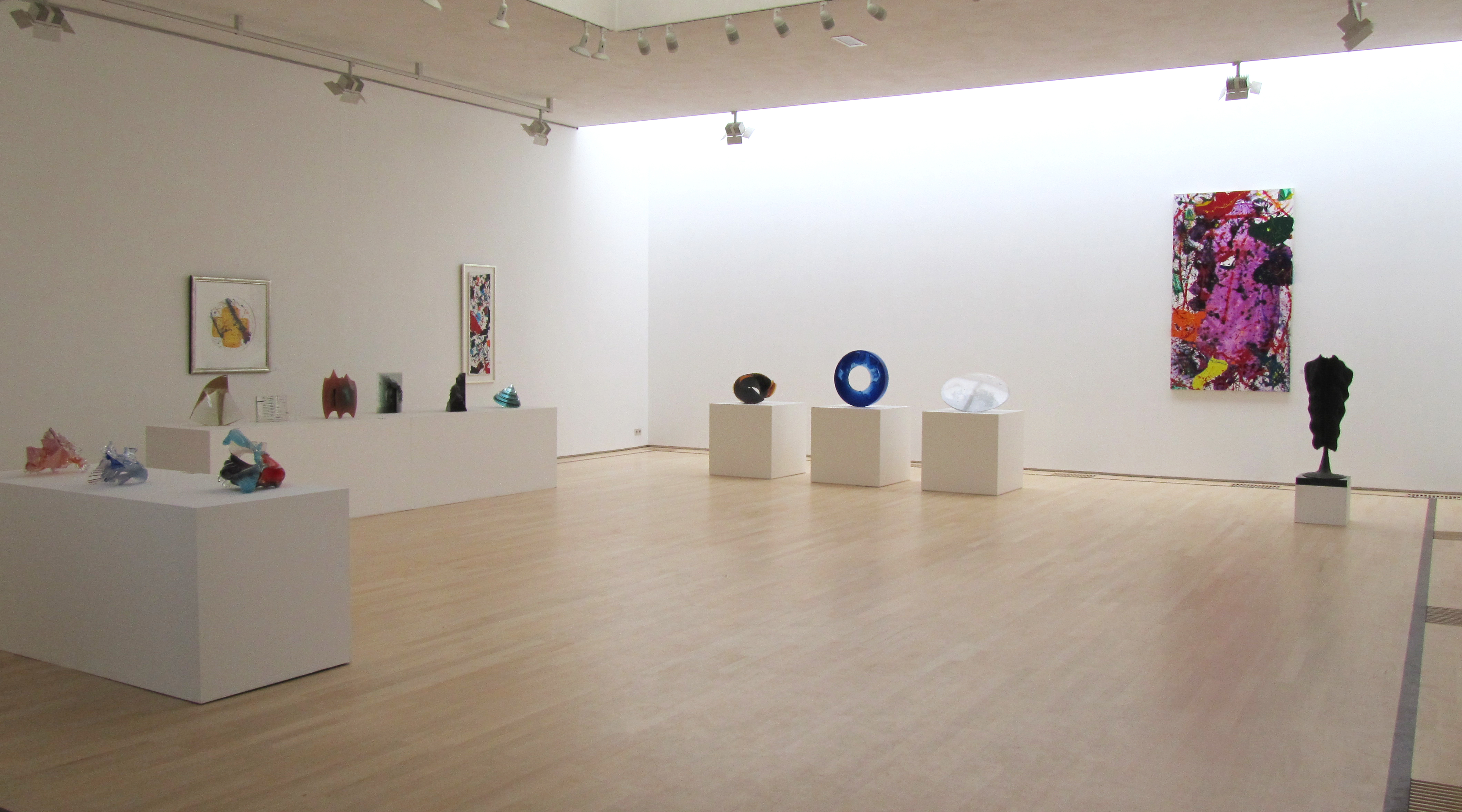
Museum Jan met tentoongestelde werken uit de collectie: Sam Francis, Aleš Vašícek en Willem Heesen